# Andrew Scheer
Andrew James Scheer, född 20 maj 1979 i Ottawa, Ontario, är en kanadensisk politiker som är ledare för Kanadas konservativa parti sedan den 27 maj 2017 och tillika oppositionsledare.
Scheer efterträdde interimspartiledaren Rona Ambrose som hade innehaft posten sedan Stephen Harper avgick i november 2015, efter en valförlust.